# María Teresa Andrés Blasco
María Teresa Andrés Blasco, (València, 13 de setembre de 1910 - íd. 29 de juny 1992), fou una música i compositora.

## Biografia
Realitzà els seus estudis musicals al Conservatori de València; amb Antonio Fornet Asensi el piano, amb Pedro Sosa l'harmonia i amb Eduard López-Chàvarri la història de la música. A més, va rebre classes particulars de piano de Ramón Ribes, que la va encoratjar per continuar els estudis musicals, que acabaria l'any 1930 al Conservatori de València.
La seua carrera com a concertista es va estroncar per la seua malaltia, l'asma, que la va obligar a fer repòs durant dos anys, cosa que va fer al poble de Benimarfull, d'on eren els seus pares. L'any 1954 va escriure per a Ràdio València un xotis humorístic, Ellos son así, que tingué molt d'èxit. El 1972 fou finalista del Festival de Canciones Navideñas de l'Hospitalet de Llobregat amb la seua nadala Jesús Nen. El 1982 va estrenar el pasdoble Balones, un encàrrec amb motiu del vuitè Centenari del naixement de Sant Francesc, patró d'aquesta vila de la comarca del Comtat, i al 1984 s'hi posà lletra per a cantar-lo com a himne. També va compondre, a petició de l'alcalde de Benimarfull, el pasdoble Benimarfull, i per a la banda “El Delirio”, de Gorga, el pasdoble El Delirio, che.
Fou professora de piano del Conservatori de València i la major part de les seues composicions es troben a la Biblioteca Municipal de València. Va escriure sobretot música per a banda, tot i que també escrigué valsos, boleros i pasdobles, essent la seua una música senzilla i amb un to popular, dirigida sobretot al ball i a les revetlles.
L'any 1945 es casà amb Ernesto Hurtado, un home amant de les tradicions i de la història de Benimarfull, població sobre la qual va escriure quatre llibres.

## Obra
- Andaluza de mis sueños, banda.[1]
- Balones, pasdoble banda.[1]
- Benimarfull, pasdoble, banda.[1]
- Costa Blanca, banda.[1]
- El delirio che, banda.[1]
- Gozos al Santo Cristo del Consuelo, cor.[1]
- Mocita cascabelera, veu i piano.[1]
- Plegaria a la Mare de Déu, cor.[1]